# 荆胡站
荆胡站是郑州地铁7号线的车站，位于中华人民共和国河南省郑州市二七区大学南路与刺绣路交叉口，于2024年12月29日启用。

## 车站结构
荆胡站的主体结构位于大学南路与刺绣路交叉口地下，沿大学南路呈南北向布置，为地下二层车站，B1层为站厅层，B2层为站台层。
| 1F  | 地面     | 所有出入口                                                               |
| B1F | 站厅     | 客服中心、自动售票机、行李检查、闸机、车站控制室、警务室、卫生间、母婴室 |
| B2F | █ 7号线  | 往东赵方向（漓江路）                                                     |
| B2F | 岛式站台 | 至站厅                                                                   |
| B2F | █ 7号线  | 往南岗刘方向（南环公园）                                                 |

### 站厅
荆胡站的站厅位于B1层，设有客服中心、自动售票机、行李检查、车站控制室等设施。站厅由闸机和栏杆分隔为付费区和非付费区，付费区位于站厅中部，非付费区位于两端。付费区内设有自动扶梯、步梯和无障碍电梯连接站台。在站厅非付费区近D口通道处设卫生间和母婴室。

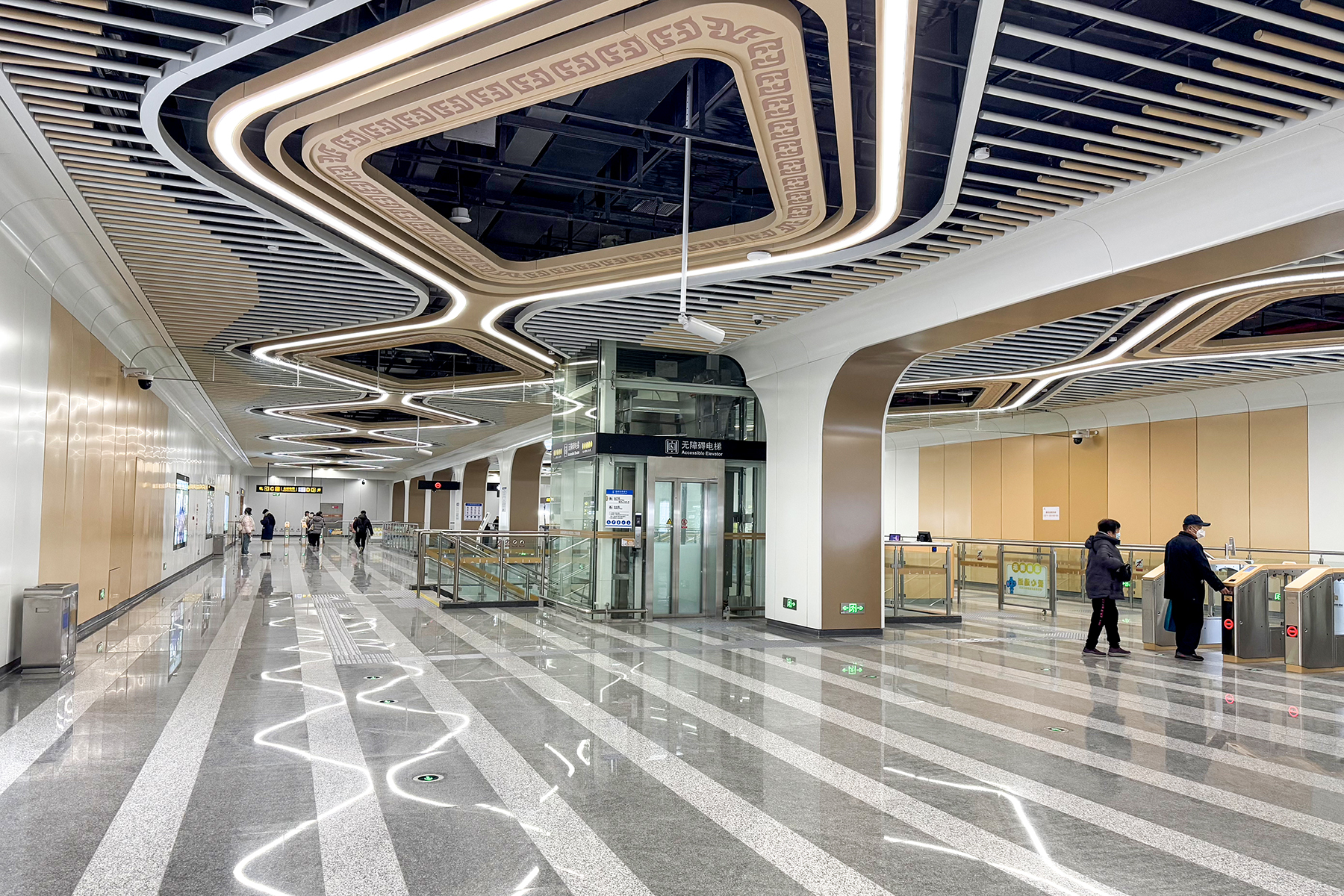
站厅

### 站台
荆胡站的B2层设一座岛式站台，安装有高站台门。站台呈南北向布置，西侧站台面由7号线下行（南岗刘方向）列车使用，东侧站台面由7号线上行（东赵方向）列车使用。

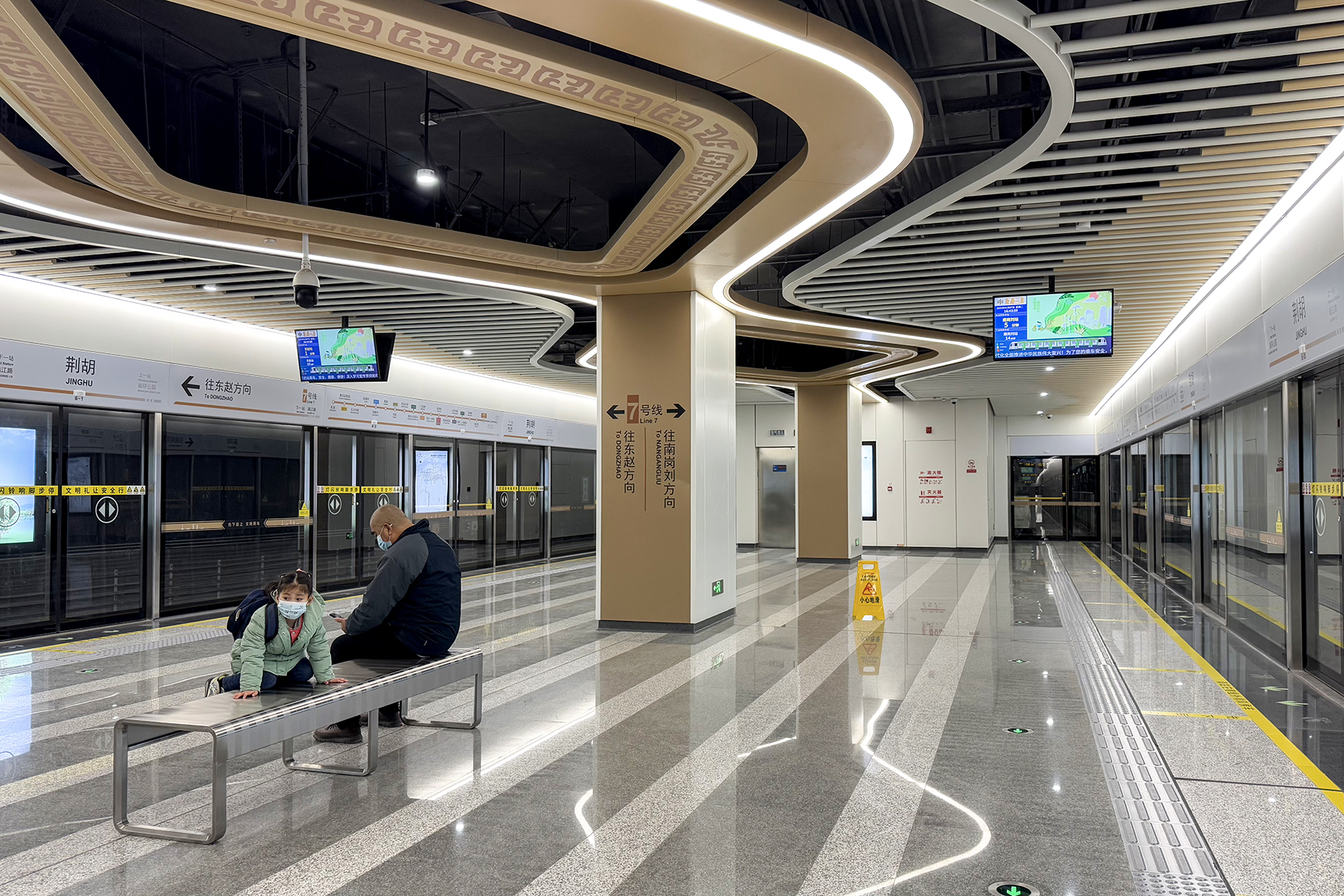
站台
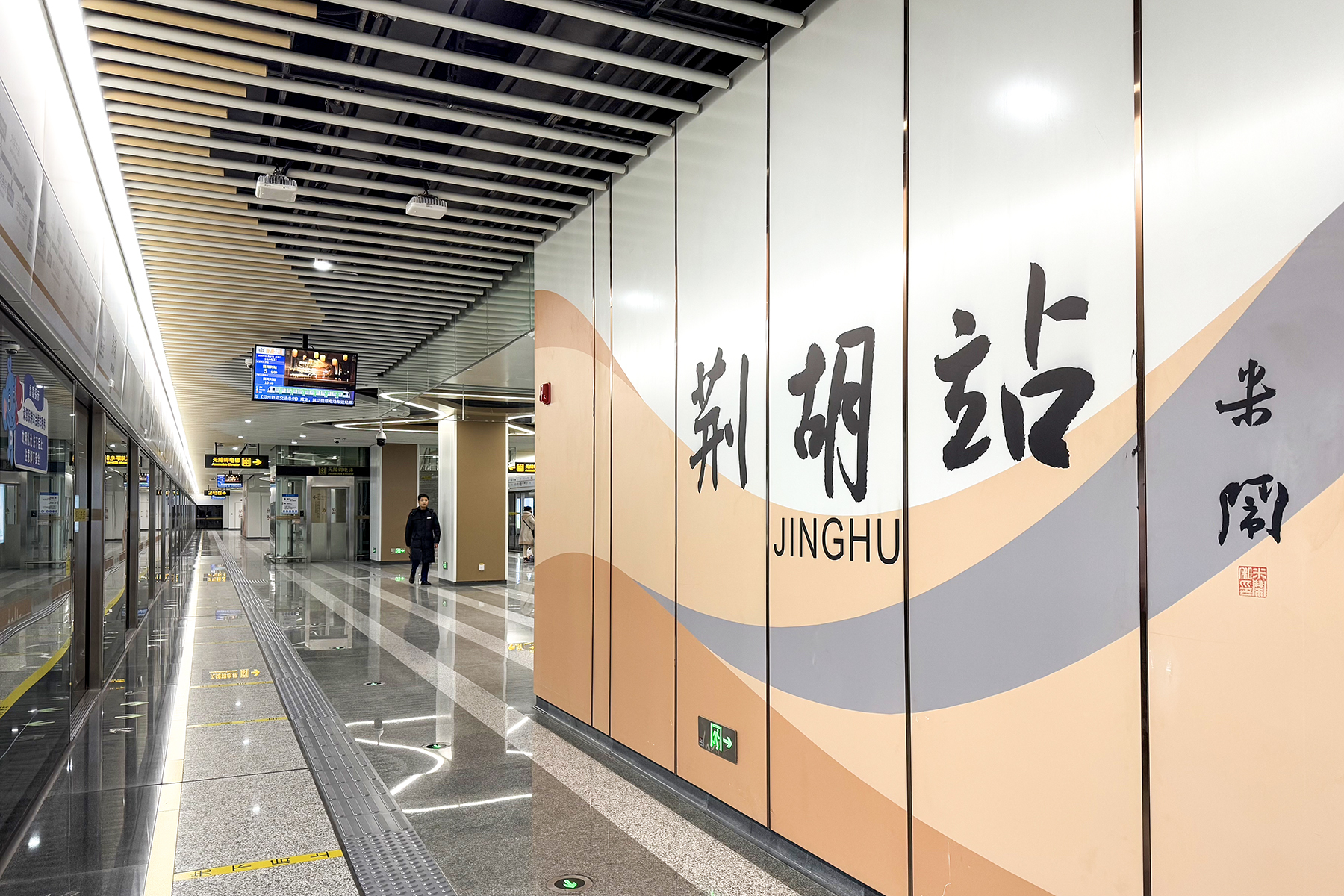
站台上的站名书法大字壁

### 出入口
荆胡站设A、B、C、D共4个出入口，连接地面和站厅非付费区。其中A、D口位于大学南路东侧，B、C口位于大学南路西侧，A口和C口设有无障碍电梯。
该站各出入口的信息如下表所示。
| 大学南路中段 | 大学南路中段 | 大学南路中段 | 大学南路中段         | 大学南路中段  |
| 编号         | 路线         | 路线         | 路线                 | 备注          |
| ------------ | ------------ | ------------ | -------------------- | ------------- |
| 701          | 汽车客运南站 | ⇆            | 新密新区公交站       |               |
| G904         | 紫玉路公交站 | ⇆            | 北三环文化路         | 原904路、T4路 |
| S193         | 杨垛公交站   | ⇆            | 郑州航空工业管理学院 |               |
| Y59          | 兴华街公交站 | ⇆            | 大学南路紫玉路       | 夜间服务      |

| 大学南路中段 | 大学南路中段 | 大学南路中段 | 大学南路中段   | 大学南路中段  |
| 编号         | 路线         | 路线         | 路线           | 备注          |
| ------------ | ------------ | ------------ | -------------- | ------------- |
| 701          | 汽车客运南站 | ⇆            | 新密新区公交站 |               |
| G904         | 紫玉路公交站 | ⇆            | 北三环文化路   | 原904路、T4路 |

## 历史
荆胡站由中铁十局承建，在施工期间曾称“刺绣路站”。2024年12月29日，郑州地铁7号线一期开通运营，该站正式启用。